# 상주 무곡리 삼층석탑
상주 무곡리 삼층석탑(尙州 茂谷里 三層石塔)은 대한민국 경상북도 상주시 공성면 무곡리에 있는 삼층석탑이다. 1985년 8월 5일 경상북도의 문화재자료 제128호로 지정되었다.

## 개요
이름을 알 수 없는 옛 절터에 무너져 있던 것을, 1982년 6월 마을 주민들이 발견하여 산 아래로 옮겨 놓았다.
탑신(塔身)의 1·2층 몸돌이 없어지긴 하였으나,그 외에는 완전한 3층 석탑으로 추정되는 부재를 갖추고 있었고, 1991년 탑을 복원하여 다시 세우면서 2층 기단(基壇)에 3층 탑신(塔身)이라는 구조를 갖추게 되었다.
탑신의 몸돌에는 모서리마다 기둥 모양을 새겼다. 두툼한 지붕돌은 네 귀퉁이가 치켜 올라갔으며, 밑면에 4단의 받침을 두었다.
남아 있던 부재들의 양식으로 보아 고려시대의 것으로 추정된다.

## 참고 문헌
- 무곡리삼층석탑 - 국가유산청 국가유산포털